# Медісон (округ, Огайо)
Шаблон:StateAbbr_ 39°54′ пн. ш. 83°24′ зх. д. / 39.9° пн. ш. 83.4° зх. д.
Округ  Медісон (англ. Madison County) — округ (графство) у штаті  Огайо, США. Ідентифікатор округу 39097.

## Історія
Округ утворений 1810 року.

## Демографія
За даними перепису 
2000 року 
загальне населення округу становило 40213 осіб, зокрема міського населення було 20810, а сільського — 19403.
Серед мешканців округу чоловіків було 21680, а жінок — 18533. В окрузі було 13672 домогосподарства, 10034 родин, які мешкали в 14399 будинках.
Середній розмір родини становив 3,06.
Віковий розподіл населення поданий у таблиці:
| Стать    | До 15 років | 15-21 | 22-29 | 30-39 | 40-49 | 50-65 | 65-85 | Понад 85 |
| -------- | ----------- | ----- | ----- | ----- | ----- | ----- | ----- | -------- |
| Чоловіки | 4148        | 2270  | 2593  | 3984  | 3688  | 3187  | 1673  | 137      |
| Жінки    | 4011        | 1633  | 1696  | 2839  | 2848  | 2933  | 2220  | 353      |

## Суміжні округи
- Юніон — північ
- Франклін — схід
- Пікавей — південний схід
- Файєтт — південь
- Ґрін — південний захід
- Кларк — захід
- Шампейн — північний захід

## Виноски
1. ↑  U.S. Decennial Census. United States Census Bureau. Архів оригіналу за 26 квітня 2015. Процитовано 9 лютого 2015.
2. ↑  Historical Census Browser. University of Virginia Library. Архів оригіналу за 11 серпня 2012. Процитовано 9 лютого 2015.
3. ↑  Forstall, Richard L., ред. (27 березня 1995). Population of Counties by Decennial Census: 1900 to 1990. United States Census Bureau. Архів оригіналу за 14 лютого 2015. Процитовано 9 лютого 2015.
4. ↑  Census 2000 PHC-T-4. Ranking Tables for Counties: 1990 and 2000 (PDF). United States Census Bureau. 2 квітня 2001. Архів оригіналу (PDF) за 18 грудня 2014. Процитовано 9 лютого 2015.
5. ↑  State & County QuickFacts. United States Census Bureau. Архів оригіналу за 6 червня 2011. Процитовано 9 лютого 2015.(англ.) Наведено за англійською вікіпедією.
6. ↑  American FactFinder. Бюро перепису населення США. Архів оригіналу за 26 лютого 2012. Процитовано 31 січня 2008.

| США | Це незавершена стаття з географії США. Ви можете допомогти проєкту, виправивши або дописавши її. |